# Tecámac de Felipe Villanueva
Tecámac de Felipe Villanueva är en stad i Mexiko, och administrativ huvudort för kommunen Tecámac i delstaten Mexiko. Tecamác de Felipe Villanueva ligger i den centrala delen av landet och tillhör Mexico Citys storstadsområde. Staden hade 15 911 invånare vid folkmätningen 2010.